# Жамойтин, Янка
Янка Жамойтин (бел. Янка Жамойцін; 28 января 1922, д. Климовичи, сейчас часть д. Семашки, Лидский район, Гродненская область — 25 апреля 2003, Варшава) — белорусский писатель-публицист, литературный критик, общественный деятель.

## Биография
В 1929—1936 годах учился в польской школе в Скрибове и Щучине, в 1936—1939 — в польской гимназии в Варшаве, в 1939—1941 — в советской десятилетке в Лиде. В годы Второй мировой войны на оккупированной гитлеровцами территории занимался организацией обучения детей на белорусском языке в Лидском округе. В сентябре 1942 года поступил на последний курс средней школы в Новогрудке. В 1943 году руководством Белоруской независимой партии направлен в Союз белорусской молодёжи.
В июле 1944 года покинул Беларусь, был в Германии, в 1945 году переехал в Польшу. Арестован в 1945 году органами МГБ. Закончил в Жешуве профессиональный институт права и администрации (1949). В декабре 1949 года арестован повторно и осуждён в Минске на 25 лет лагерей. Освобождён в 1956 году. Вернулся в Польшу, где окончил Варшавский университет (1970), получил степень магистра администрации. Жил и работал в Варшаве.

## Творчество
Писал на белорусском и польском языках. Дебютировал как литературный критик на страницах еженедельника «Нива» в 1965 году. Его перу принадлежат многочисленные публикации о поэзию беларусскоязычных авторов Польши, статья-исследование «Путём „Илиады“ Гомера» — про сделанный Б. Тарашкевичем перевод Илиады на белорусский язык, много репортажей, эссе, критических статей. Они печатались в «Ниве», «Белорусском календаре», других польских и иностранных изданиях. В 1996 году опубликовал биографическую повесть «З перажытага».